# Valtencir Gomes
Valtencir Gomes da Silva (ur. 26 grudnia 1969 w Populinie) – brazylijski piłkarz z obywatelstwem meksykańskim występujący na pozycji napastnika.

## Kariera klubowa
Gomes urodził się w Brazylii, gdzie występował w drużynach z niższych lig, takich jak CA Jalesense, Barretos EC, Atlético Goianiense czy União Barbarense, jednak niemal całą profesjonalną karierę spędził w Meksyku, przyjmując tamtejsze obywatelstwo. Jego pierwszym klubem został pierwszoligowy Querétaro FC. W tamtejszej Primera División zadebiutował 16 sierpnia 1992 w wygranym 2:1 spotkaniu z Cruz Azul, natomiast premierowego gola strzelił 3 stycznia 1993 z rzutu karnego w wygranej 3:1 konfrontacji z Tolucą. Mimo pewnego miejsca w wyjściowej jedenastce po roku odszedł do drugoligowego Atlético Yucatán, gdzie w sezonie 1993/1994 został królem strzelców Primera División A z dziewiętnastoma bramkami na koncie. Po upływie kolejnych dwunastu miesięcy powrócił do Querétaro, grającego już w drugiej lidze, a w późniejszym czasie z udanym skutkiem reprezentował barwy drużyny Tigrillos UANL, pełniącej funkcję filii pierwszoligowego Tigres UANL. W wiosennym sezonie Verano 1998 wywalczył kolejny tytuł króla strzelców drugiej ligi meksykańskiej, tym razem zdobywając dwanaście goli, a także wygrał z Tigrillos rozgrywki ligowe, co wobec porażki w decydującym dwumeczu z Pachucą nie zaowocowało jednak awansem do najwyższej klasy rozgrywkowej.
Wiosną 1999 Gomes ponownie podpisał kontrakt z Atlético Yucatán, gdzie spędził pół roku, po czym kolejny raz został piłkarzem Tigrillos UANL. Tam dzięki udanym występom przeszedł do Tigres UANL, w którego barwach zanotował drugi i ostatni zarazem epizod w pierwszej lidze meksykańskiej. W ekipie z miasta Monterrey spędził pół roku w roli rezerwowego, a już w lipcu 2001 został zesłany do innych drugoligowych rezerw klubu, Tigrillos Saltillo, gdzie występował bez większych osiągnięć przez dwa lata. W sezonie Apertura 2003, jako zawodnik Cobras de Ciudad Juárez, dotarł do dwumeczu finałowego drugiej ligi meksykańskiej, przegrywając w nim ostatecznie z Dorados. Przez kolejne dwa lata znów był związany z filiami Tigres UANL; początkowo Tigrillos Broncos, a następnie Tigres Los Mochis, po przenosinach zespołu.
Latem 2006 Gomes zasilił Guerreros de Tabasco, gdzie grał przez sześć miesięcy, po czym przeszedł do innego meksykańskiego drugoligowca, Club Tijuana, którego barwy reprezentował z kolei przez półtora roku, podobnie jak w większości swoich byłych drużyn pełniąc rolę czołowego strzelca ekipy. W lipcu 2008 po raz trzeci podpisał kontrakt z Querétaro FC, z którym w sezonie Apertura 2008 zwyciężył w drugoligowych rozgrywkach – 7 grudnia 2008, w wygranym 2:0 drugim spotkaniu dwumeczu finałowego z Irapuato zdobył swojego gola numer 200 w drugiej lidze meksykańskiej, dzięki czemu jest najlepszym strzelcem w historii tych rozgrywek. Było to zarazem jego ostatnie trafienie w karierze – w wieku 38 lat zdecydował się zakończyć karierę.

## Kariera trenerska
Po zakończeniu kariery piłkarskiej Gomes podjął pracę jako szkoleniowiec w Querétaro FC, pracując głównie z juniorami. Tymczasowo poprowadził także pierwszy zespół w jednym spotkaniu, w sierpniu 2009.